# Totalmente Sem Noção Demais
Totalmente Sem Noção Demais  é uma série de televisão brasileira produzida originalmente pelo serviço de streaming Globoplay, sendo essa sua primeira série original. Exibida entre 31 de maio e 21 de junho de 2016, totalizando 10 episódios. É um spin-off da telenovela Totalmente Demais (2015–16). Contou com o roteiro de Mário Viana, redação final de Claudia Sardinha, que também produziu o argumento, e revisão de textos de Rosane Svartman e Paulo Halm, com direção de Felipe Sá e Dayse Amaral Dias. Luiz Henrique Rios ficou a cargo da direção artística.
O elenco principal é composto por Juliana Paiva, Olívia Torres, Orã Figueiredo, Samantha Schmutz e Hélio de la Peña. Foi exibida no programa vespertino Vídeo Show como forma de levantar a audiência entre 4 e 15 de julho de 2016.

## Produção
O spin-off do folhetim de Rosane Svartman e Paulo Halm estreou em 31 de maio de 2016, como conteúdo digitalizado exclusivo do Globoplay e teve duração de 10 episódios, lançados em todas as terças, quintas e sábados.

## Enredo
A história se passa um ano antes da trama da novela, focando nos personagens do Bairro de Fátima. Hugo (Orã Figueiredo) é dono do restaurante mais famoso do bairro, o Flor do Lácio e tem duas filhas: Sandra (Juliana Paiva), que é uma jovem aplicada a ir para a balada e Débora (Olívia Torres), que sonha em ir para Harvard e trabalhar em desenvolvimento de jogos. No mesmo bairro moram Dorinha (Samantha Schmütz) e Zé Pedro (Hélio de la Peña), com seus filhos João (Leonardo Lima Carvalho) e Maria (Juliana Louise) e a dupla de amigas Lurdinha (Carolyna Aguiar) e Kátia (Aline Borges).

## Elenco
| Intérprete             | Personagem                       |
| ---------------------- | -------------------------------- |
| Juliana Paiva          | Sandra Regina Matoso / Cassandra |
| Olívia Torres          | Débora Matoso                    |
| Orã Figueiredo         | Hugo Matoso                      |
| Samantha Schmütz       | Isadora Castilho Moura (Dorinha) |
| Hélio de la Peña       | Zé Pedro Moura                   |
| Carolyna Aguiar        | Lurdinha                         |
| Aline Borges           | Kátia                            |
| Juliana Louise         | Maria Castilho Moura             |
| Leonardo Lima Carvalho | João Castilho Moura              |

### Participação especial
| Intérprete        | Personagem                | Episódio                 |
| ----------------- | ------------------------- | ------------------------ |
| Leonardo Carvalho | Wilson                    | "Uma Babá Nada Perfeita" |
| Juliana Paes      | Carolina Castillo         | "Sapeca"                 |
| Pablo Sanábio     | Maximiliano Augusto (Max) | "Sábado à Note"          |
| Raphael Sander    | Charles Veiga             | "Sábado à Note"          |
| Cláudia Ventura   | Miranda                   | "Se eu fosse você"       |
| Rafael Vitti      | Maurício Ricardo          | "Primo não é pecado"     |
| Leticia Lima      | Drika                     | "Webceleb"               |
| Kayky Brito       | Repórter                  | "A Santa Do Pão Oco"     |
| Rodrigo Simas     | Lucas                     | "Ai que meda"            |

## Episódios
| Temporada | Temporada | Episódios | Episódios | Originalmente exibido | Originalmente exibido |
| Temporada | Temporada | Episódios | Episódios | Estreia da temporada  | Final da temporada    |
| --------- | --------- | --------- | --------- | --------------------- | --------------------- |
|           | 1         | 10        | 10        | 31 de maio de 2016    | 21 de junho de 2016   |

### 1.ª temporada (2016)
| Episódio | Episódio                 | Escritor(es)                                      | Data de publicação  |
| --- | ------------------------ | ------------------------------------------------- | ------------------- |
| 1 | "Uma Babá Nada Perfeita" | Mário Viana (argumento de Cláudia Sardinha)       | 31 de maio de 2016  |
| Dorinha e Zé Pedro vão comemorar o aniversário de casamento e acabam deixando seus filhos, João e Maria, nos cuidados de Cassandra, mas ela vai à boate e larga os dois sozinhos. Quando Débora chega em casa, vê a bagunça que está acontecendo e resolve levar as crianças para passear. Mais tarde, quando Dorinha (que não teve a noite como desejado) vai buscar seus filhos e descobre que não estão com Cassandra, e logo fica desesperada. Ao fim da noite, eles chegam e Dorinha coloca Cassandra como sua faxineira, como punição. |                          |                                                   |                     |
| 2 | "Sapeca"                 | Mário Viana (argumento de Cláudia Sardinha)       | 2 de junho de 2016  |
| Hugo sempre foi apaixonado por Carolina, desde que eles namoraram, mas, depois que ela se tornou conhecida, passou a fingir que nada aconteceu e esnobá-lo. Débora e Cassandra, filhas dele, não gostam de ver o pai desse jeito e resolvem fazer (sem ele saber) um perfil num aplicativo de relacionamento, o Sapeca. Ao mesmo tempo, Dorinha, vive com ciúmes de Zé Pedro, resolve fazer um perfil no mesmo aplicativo para causar ciúmes no Marido. Coincidentemente, Hugo e Dorinha acabam se atraindo pelo aplicativo. Mas quando Zé Pedro descobre fica furioso com Hugo, que nem sabia o que estava acontecendo, e dá uma bronca nas meninas, que acabam apagando seu perfil.                                                                        |                          |                                                   |                     |
| 3 | "Sábado à Note"          | Felipe Cabral (argumento de Cláudia Sardinha)     | 4 de junho de 2016  |
| Débora chega em casa desanimada, mas Cassandra a leva para sair...e a noite terminou de uma forma surpreendente! |                          |                                                   |                     |
| 4 | "Se eu fosse você"       | Fabrício Santiago (argumento de Cláudia Sardinha) | 7 de junho de 2016  |
| Cassandra deixa o pai na mão pra curtir uma praia com os amigos e Débora diz que não pode ajudar no Flor do Lácio por conta dos estudos. É claro que os estudos estão em primeiro em lugar, só que o "paizinho" não dá mole para a doidinha e acaba dizendo que vai contratar um funcionário com a mesada dela. A busca por um emprego é um desastre, e Cassandra não consegue nada. Por outro lado, Débora também está arrasada porque não tem amigos na faculdade e precisa fazer um trabalho em grupo. As irmãs tentam se consolar e imaginam o que poderia acontecer se uma estivesse no lugar da outra. Cassandra vai logo convocando uma chopada no Flor do Lácio e Débora prepara um currículo maravilhoso para a irmã conseguir um emprego num sebo. |                          |                                                   |                     |
| 5 | "Primo não é pecado"     | Felipe Cabral (argumento de Cláudia Sardinha)     | 9 de junho de 2016  |
| Débora e Cassandra vivem brigando. Pra piorar um primo das antigas reaparece LINDO e cria ainda mais confusão seduzindo as duas ao mesmo tempo! Só que as irmãs descobrem que o safado se diverte com a situação e planejam se vingar. |                          |                                                   |                     |
| 6 | "Webceleb"               | Fabrício Santiago (argumento de Cláudia Sardinha) | 11 de junho de 2016 |
| Cassandra cisma que quer virar webceleb, e basta conhecer Drika para virar uma gótica suave. Só que é um fracasso, e a doidinha acaba sendo acusada de fraude. Na tentativa de virar amiga da webcelebridade, ela acaba fazendo Débora pagar um mico daqueles! Vem ver o que ela aprontou! |                          |                                                   |                     |
| 7 | "A Santa Do Pão Oco"     | Mário Viana (argumento de Cláudia Sardinha)       | 14 de junho de 2016 |
| Cassandra deixa todo mundo louco após jurar que no pão na chapa de Débora tem a uma imagem de Kim Kardashian! É só postar em todas as suas redes sociais para a doidinha fazer uma multidão de fãs fashionistas irem até o Flor do Lácio só para ver a ‘santa’. Quem não gosta nada desta história é a irmã nerd, que fica em dúvida se dá com a língua nos dentes... |                          |                                                   |                     |
| 8 | "Miss Bairro de Fátima"  | Felipe Cabral (argumento de Cláudia Sardinha)     | 16 de junho de 2016 |
| Não se fala em outra coisa no Bairro de Fátima: só dá o concurso de miss! Cassandra, claro, sai logo correndo para se inscrever, treina com tanto gosto e paga mais um mico DAQUELES! Dorinha, por sua vez, fica mordida e inventa uma outra competição, com direito a saradões, deixando Zé Pedro morto de ciúme. Vai dar confusão claro ou com certeza?! |                          |                                                   |                     |
| 9 | "Ai que meda"            | Mário Viana (argumento de Cláudia Sardinha)       | 18 de junho de 2016 |
| Folgado, Lucas, é aquele amigo que adora ganhar nota alta às custas dos outros. Débora, claro, não se importa e chama o menino para sua casa. Mas é só faltar luz para o garoto começar a dar em cima de Cassandra, que mesmo durante o apagão inventa de fazer a brincadeira do copo. É pra ficar com medo, né?! Só ela! |                          |                                                   |                     |
| 10 | "Cassandra x Dorinha"    | Fabrício Santiago (argumento de Cláudia Sardinha) | 21 de junho de 2016 |
| Cassandra e Dorinha são pra lá de esquentadinhas. É só a doidinha furar a fila da lotérica pra deixar a dona de casa pau da vida. A mulher de Zé Pedro, claro, não deixa barato, e as duas entram em pé de guerra! |                          |                                                   |                     |